# Giro dei Paesi Baschi 2003
La Giro dei Paesi Baschi 2003, quarantatreesima edizione della corsa, si svolse dal 7 all'11 aprile 2003 su un percorso di 753 km ripartiti in cinque tappe (l'ultima suddivisa in due semitappe). Fu vinto da Iban Mayo, davanti a Tyler Hamilton e Samuel Sánchez.

## Tappe
| Tappa  | Data      | Percorso                                     | km  | Vincitore di tappa | Leader cl. generale |
| ------ | --------- | -------------------------------------------- | --- | ------------------ | ------------------- |
| 1ª     | 7 aprile  | Legazpi > Legazpi                            | 129 | Iban Mayo          | Iban Mayo           |
| 2ª     | 8 aprile  | Legazpi > Plentzia                           | 158 | Ángel Vicioso      | Ángel Vicioso       |
| 3ª     | 9 aprile  | Plentzia > Vitoria-Gasteiz                   | 191 | Alejandro Valverde | Ángel Vicioso       |
| 4ª     | 10 aprile | Vitoria-Gasteiz > Doneztebe                  | 171 | Marco Pinotti      | Ángel Vicioso       |
| 5ª-1ª  | 11 aprile | Doneztebe > Hondarribia                      | 91  | Iban Mayo          | Iban Mayo           |
| 5ª-2ª  | 11 aprile | Hondarribia > Hondarribia (Cron.individuale) | 13  | Iban Mayo          | Iban Mayo           |
| Totale | Totale    | Totale                                       | 753 |                    |                     |

## Squadre e corridori partecipanti
| N.    | Cod. | Squadra       |
| ----- | ---- | ------------- |
| 1-8   | BAN  | iBanesto.com  |
| 11-18 | LOT  | Lotto-Domo    |
| 21-28 | CSC  | Team CSC      |
| 31-38 | ONC  | ONCE-Eroski   |
| 41-48 | RAB  | Rabobank      |
| 51-58 | FAS  | Fassa Bortolo |
| 61-68 | GER  | Gerolsteiner  |
| 71-78 | TEL  | Team Telekom  |
| 81-88 | LAM  | Lampre        |

| N.      | Cod. | Squadra                          |
| ------- | ---- | -------------------------------- |
| 91-98   | SAE  | Saeco                            |
| 101-108 | PHO  | Phonak Hearing Systems           |
| 111-118 | KEL  | Kelme-Costa Blanca               |
| 121-128 | COF  | Cofidis, Le Crédit par Téléphone |
| 131-138 | MER  | Mercatone Uno-Scanavino          |
| 141-148 | EUS  | Euskaltel-Euskadi                |
| 151-158 | REL  | Colchon Relax-Fuenlabrada        |
| 161-168 | PAT  | Paternina-Costa de Almería       |
| 171-178 | LAB  | Labarca 2-Café Baqué             |

## Classifiche finali

### Classifica generale
| Pos. | Corridore           | Squadra     | Tempo     |
| ---- | ------------------- | ----------- | --------- |
| 1    | Iban Mayo           | Euskaltel   | 18h59'23" |
| 2    | Tyler Hamilton      | Team CSC    | a 11"     |
| 3    | Samuel Sánchez      | Euskaltel   | a 23"     |
| 4    | Dario Frigo         | Fassa B.    | a 1'07"   |
| 5    | Alejandro Valverde  | Kelme       | a 1'15"   |
| 6    | Aitor Osa           | iBanesto    | a 1'30"   |
| 7    | Michael Rasmussen   | Rabobank    | a 1'39"   |
| 8    | Wladimir Belli      | Lampre      | a 1'46"   |
| 9    | Ángel Vicioso       | ONCE-Eroski | a 1'51"   |
| 10   | Aleksandr Vinokurov | Telekom     | a 2'01"   |